# Abszint
Az abszint (franciául absinthe, spanyolul absenta, németül Absinth) magas, eredetileg 45-74% közötti alkoholtartalmú égetett szesz, melynek készítésekor a fehér ürömfű (Artemisia absinthium) leveleit és virágait, az ánizs (Pimpinella anisum) és a római édeskömény (Foeniculum vulgare var. dulce) termését, valamint egyéb fűszereket használnak fel. Hagyományos színe zöld, vagy ritkábban színtelen, ezért „a zöld tündérnek” (franciául la fée verte) is nevezik. Ízében általában az ánizs a legmeghatározóbb, amit az édeskömény és az ürömfű, majd a többi összetevő aromája követ, különösebb keserű mellékíz nélkül.
Időnként tévesen likőrnek nevezik, de az abszint hozzáadott cukor nélkül készül, így a párlatok közé sorolandó. Magas alkoholtartalma biztosítja, hogy a benne található nagy mennyiségű illóolaj oldott állapotban maradjon. Fogyasztását gyakran szertartásos vizes hígítás előzi meg, ugyanis ezáltal az addig oldott illóolajok fehér színhatás mellett emulziót képezve kicsapódnak. Ez a kicsapódás – az úgynevezett lus-hatás – látványosabb, ha a jeges vizet csak lassan adagolják az italhoz.
Az abszintot a 20. század első harmadában egy fiktív szindrómára, az abszintizmusra hivatkozva több országban is betiltották. Az ital állítólagos alkoholizmust okozó hatásáért növényi összetevőit, főleg a fehér ürömfűben található tujont tették felelőssé, melyet azonban a korabeli és mai abszint egyaránt csak kis mennyiségben tartalmaz. Meghurcolása ellenére nincs bizonyíték arra nézve, hogy illóolaj összetevőinek köszönhetően valaha is veszélyesebb lett volna bármely szeszes italnál, nem úgy kiemelkedően magas alkoholtartalma miatt. Az abszint növényi összetevőinek – főleg az abszintizmus félreértelmezése miatt – ma gyakran hallucinogén és más pszichoaktív hatásokat tulajdonítanak, ennek azonban nincs tudományos alapja. Tilalmát mára a legtöbb országban eltörölték, és eredeti változatában is készíthető.
A kereskedelemben abszintként árult italok jelentős része – a tilalom előtt is és ma is – hamisítvány.

## Nevének eredete
A francia absinthe szó egyaránt jelenti a fehér ürmöt és a felhasználásával készült italt. Az abszint első ismert változatait „Extrait d'Absinthe”-nak (fehér üröm kivonatának) címkézték, és a 19. századi Franciaországban is ez az elnevezés terjedt el. Az absinthe, mint az ital neve e kifejezés rövidülésének tekinthető.
Az absinthe szó eredete a görög αψίνθιον (apszínthion), mely a latinba absinthiumként került át. Jelentése vitatott: a görögben az a + pszinthosz nagyjából „élvezhetetlent” jelent (amit az üröm különösen keserű ízével hoznak összefüggésbe); egy elfogadottabb elmélet szerint viszont az aspandból származik, mely az egyik perzsa dialektusban egy keserű növény neve volt, valószínűleg a szíriai rutafűé (Peganum harmala).

## Története

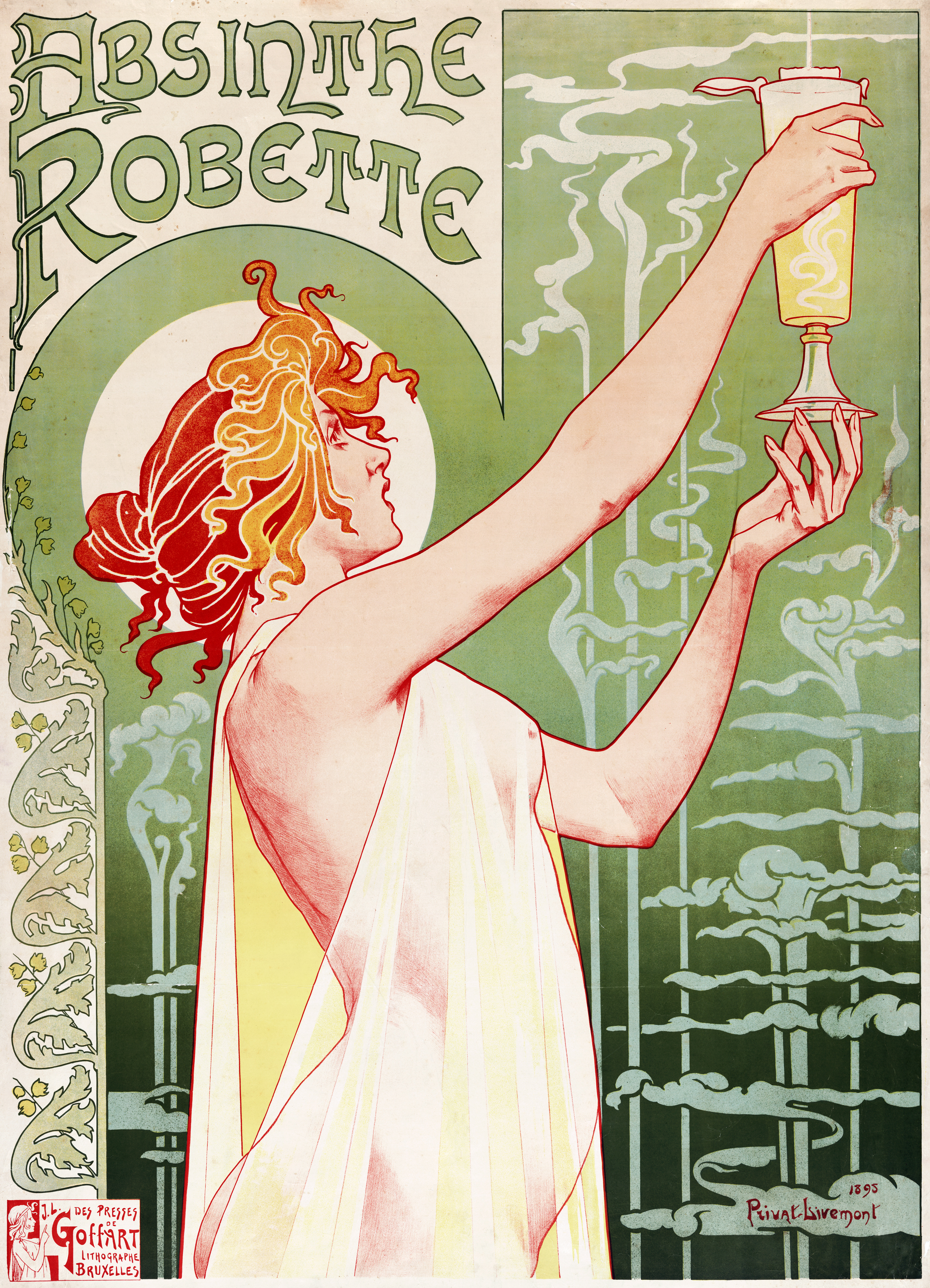
T. Privat-Livemont plakátja (1896)

Az abszint pontos eredete ismeretlen. A fehér üröm gyógyászati felhasználását az ókori Egyiptomban i. e. 1550 környékén készült Ebers-papirusz említi először. Az ókori görögök is használták leveleit borba áztatva, frissítő és gyógyító kezelésekhez. A szeszfőzés 11-12. századi megjelenése után elterjedtek az aqua vitae néven ismert, gyógyszerészeti égetett szeszek, melyeket gyakran gyógynövényekkel együtt pároltak le. Egy 1541-ben kiadott párlatoskönyv többek közt az aqua absinthii-t, azaz fehérürömpárlatot is említi. A mai értelemben vett abszint, tehát az ánizzsal és édesköménnyel készült párlat első nyomai azonban a 18. századi Svájcból származnak.
Az első írásos forrás egy 1769-es neuchâteli újságban található, melyben Suzanne-Margerite Henriod a saját készítményét „Bon Extrait d'Absinthe” néven hirdette a Neuchâtel kanton Val-de-Travers kerületében található Couvet-ből. Ez a készítmény akkor még valószínűleg lepárolatlan gyógynövénytinktúra volt. Ezt az elixírt egy népszerű legenda szerint a szintén Couvet-ben élő francia orvos, Dr. Pierre Ordinaire fejlesztette tovább 1792 környékén, majd 1797-ben Daniel Henri Dubied megszerezte a receptet a Henriod-nővérektől, és fiával, Marcellinnal, valamint vejével, Henri-Louis Pernod-val Couvet-ben megnyitotta első abszintfőzdéjét, a Dubied Père et Fils-t.
Gwydion Stone abszintszakértő kutatásai szerint az első ismert abszintfőző Abram-Louis Perrenoud volt. Perrenoud 1794-ben már a ma ismert formájában készítette az abszintot, mely akkoriban már nem csak gyógykészítményként, hanem élvezeti cikként is elterjedt a környéken. Daniel-Henri Dubied csipkekereskedő, mivel üzleti potenciált látott az italban, megvette Perrenoud receptjét, főzőmesternek pedig fiát, Henri-Louis Perrenoud-ot bérelte fel, aki mellett Dubied saját fiai dolgoztak az 1798-ban Couvet-ben megnyitott Dubied Père et Fils-ben. Jacques Kaeslin kutatása szerint szintén nincs nyoma, hogy Ordinaire-nek köze lett volna az abszint létrejöttéhez, ő azonban úgy találta, hogy Dubied a szeszfőzde megnyitása előtt jogdíjat fizetett Madame Henriod-nak.
Henri-Louis családnevét Pernod-ra változtatta, majd 1805-ben megnyitotta saját vállalkozását a franciaországi Pontarlier-ben Maison Pernod Fils néven. Kezdetben 400 liter abszintot állított elő naponta. A Pernod Fils az egyik legnépszerűbb abszintmárka maradt egészen az abszint 1914-es franciaországi betiltásáig.
A Pernod Fils 1896-os prospektusában a történet olyan változatát terjesztette, miszerint az abszintot a francia Ordinaire egyedül fejlesztette ki – ezzel együtt azt hangsúlyozva, hogy az abszint nem svájci, hanem francia eredetű –, majd halála után a recept a Henriod-nővérekhez került, akiktől maga Henri-Louis Pernod szerezte meg és tette világhírűvé; Dubied neve fel sem merül. A Pernod Ricard a történet mai változatában azt állítja, hogy az abszintot Madame Henriod-tól vette át Ordinaire, majd az ő halála után a leánytestvérein keresztül került Dubied-hez, aki hozzáértés híján bérelte fel 1798-ban Henri-Louis Pernod-t mint szeszfőzőt, a Pernod Fils későbbi alapítóját.

### Elterjedése Franciaországban

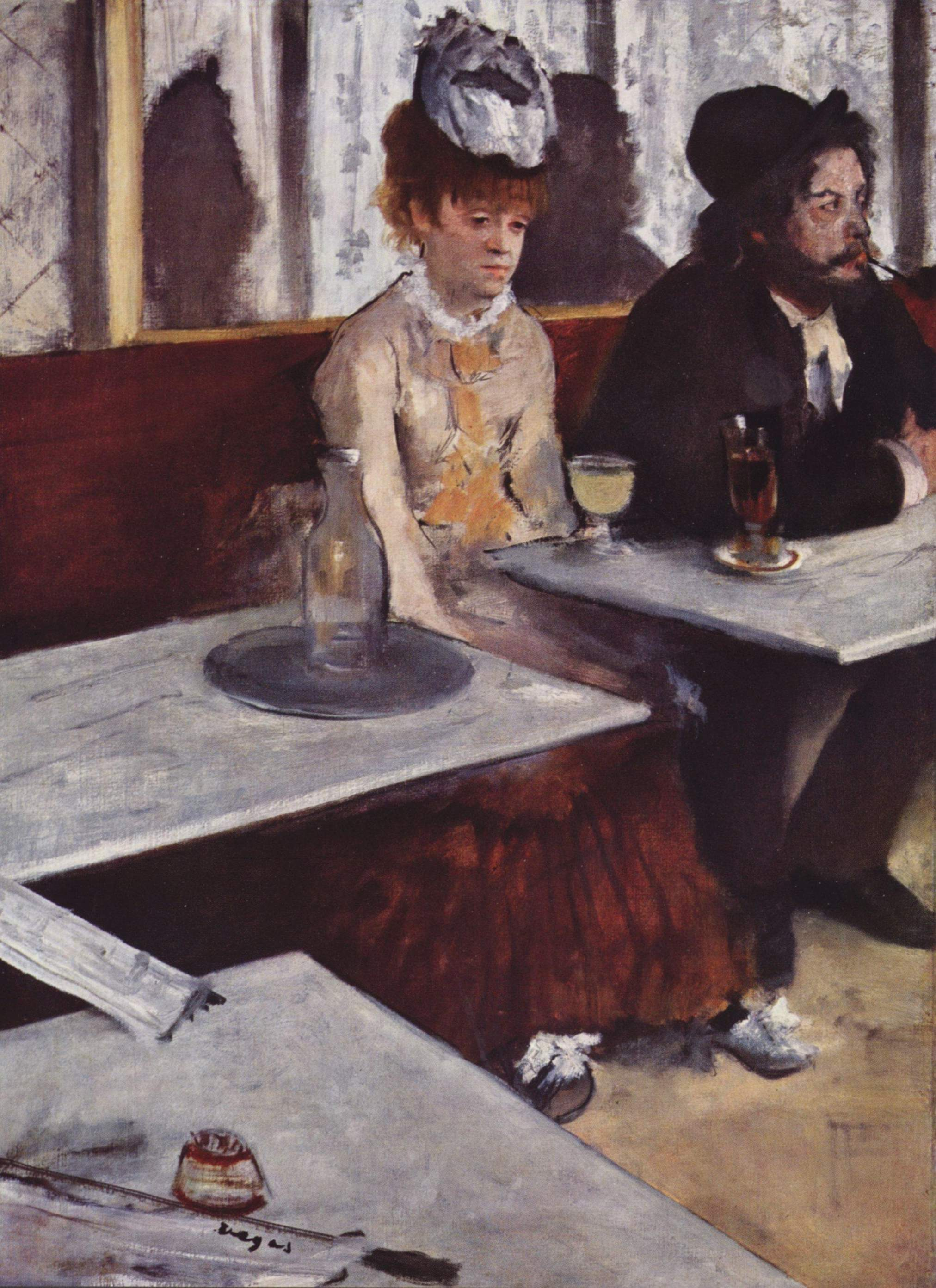
Edgar Degas: Abszintivók (1876)

A franciák 1830-ban megkezdték Algéria megszállását. A hiányos orvosi ellátás miatt a katonák között gyakoriak voltak a járványok, így a katonai orvosok védőitalt hagytak jóvá, mely borból, abszintból és vízből állt. A malária és a rossz ivóvíz ellen egyaránt hatásosnak remélték. Mindez lényeges hatással volt a francia abszinttermelésre: a Pernod Fils napi húszezer literre növelte termelését, valamint új főzdék is megjelentek. Az Algériából visszatérő katonák, akik nem csak gyógyszerként értékelték az abszintot, hamar népszerűvé tették, elsősorban Párizsban. Az 1875 után kiteljesedő filoxéra-járvány tizennégy év alatt tönkretette a francia bortermelést. Az így megnövekedett borárak tovább segítették az abszint elterjedését, a rossz bortermelés miatt egyébként is lecsökkent borpárlat-mennyiség egy részét pedig az abszint készítéséhez használták fel.
Az 1860-as évekre kialakult az „heure verte”, azaz „zöld óra” fogalma: délután öt órakor a lakosság egyre nagyobb része ült be kávéházakba és bárokba (némelyeket abszintháznak neveztek), hogy abszintot fogyasszon. Ekkor terjedtek el az abszintcsapok is, melyekkel kényelmesebb volt az ital hígítása, amit a lassú csepegtetés rituálévá emelt. Emellett az abszint az első olyan égetett szesz volt, melyet nőknek sem volt illetlenség fogyasztani. Minden társadalmi osztályban kedvelték, ugyanis az 1880-as években tömeges termelése (és egyre gyakoribb hamisítása) miatt sokkal olcsóbb lett. 1910-re a franciák 36 millió liter abszintot ittak évente (és mellé majdnem ötmilliárd liter bort).

### Elterjedése más országokban

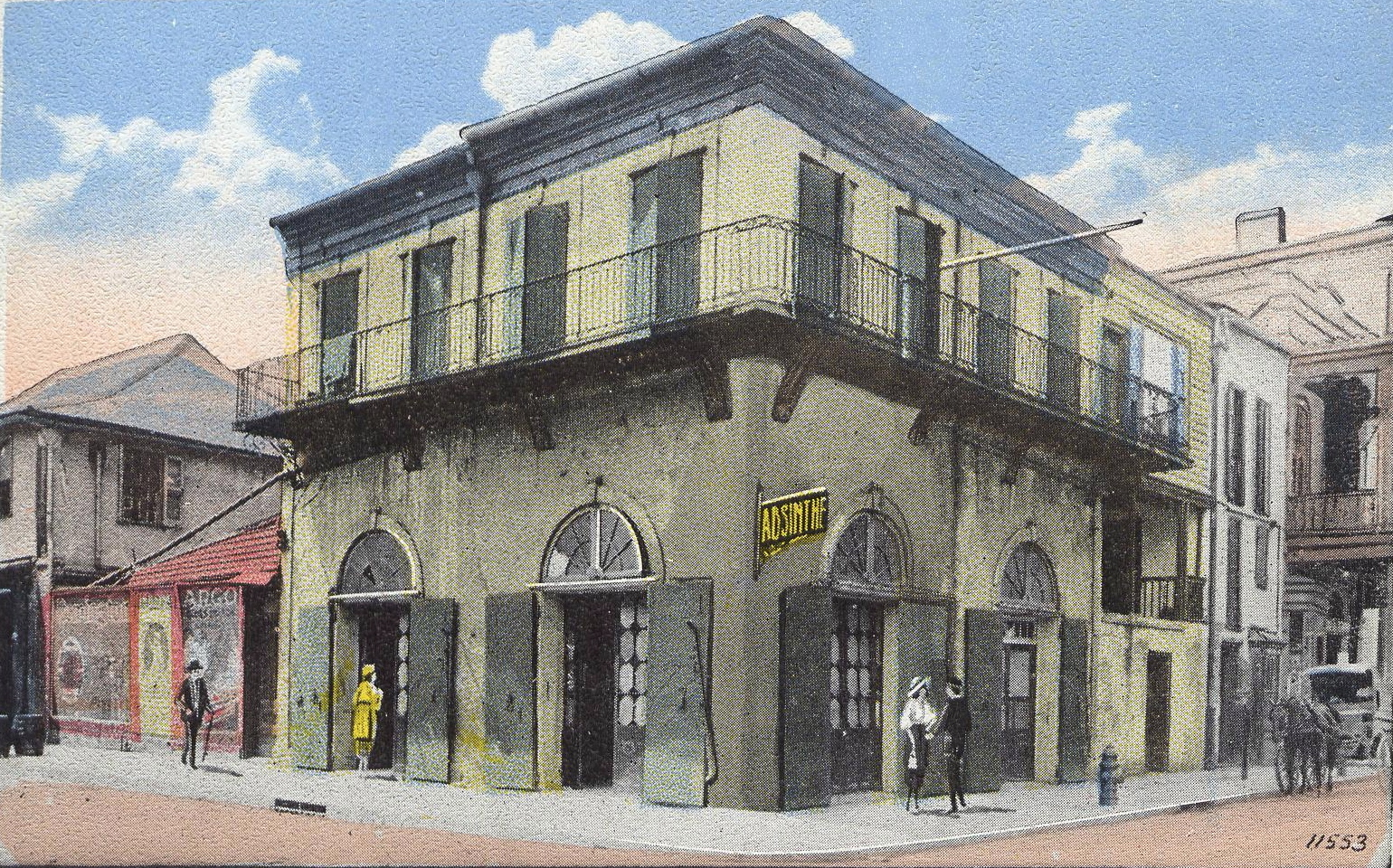
A New Orleans-i Régi abszintház

Spanyolországban északon, a francia határ közelében terjedt el az abszintfogyasztás, és valamelyest Barcelonában is, a város művészeinek köszönhetően.
Az Egyesült Államokban a francia jellegét őrző New Orleansban volt a legnépszerűbb az ital, ahol ma is áll a Régi abszintház, melyben 1874-ben kezdtek abszintot felszolgálni. Több híresség is megfordult benne, például Mark Twain, Oscar Wilde, Franklin Roosevelt, Aleister Crowley és Frank Sinatra. Az ital egyesült államokbeli betiltása után – csakúgy, mint Franciaországban – többféle helyi ánizsos ital is megjelent az abszint pótlására. Ilyen a Nouvelle Orleans, vagy a ma is ismert Herbsaint.
Az 1850-es években már Kubában, Mexikóban és Argentínában is fogyasztottak abszintot – a kubai abszint leghíresebb fogyasztója Ernest Hemingway volt.
Az abszint a századfordulón Magyarországon is beszerezhető volt, fogyasztását pedig Budapesten és Debrecenben is feljegyezték.

### Hatása a művészetekre

Édouard Manet: Abszintivó (1859)

A korabeli festészetnek és irodalomnak gyakori témája volt a magányos, tönkrement abszintivó. Édouard Manet Abszintivója (1859) komoly botrányt keltett, mivel elázott alkoholistát mutat be. Edgar Degas Abszint című festménye érzéketlenné vált, egykedvű párt ábrázol. Hasonló festmények még Pablo Picasso és Jean-François Raffaëlli művei, vagy Henri de Toulouse-Lautrec Monsieur Boileau a kávézóban című képe.
A kései 19. és a korai 20. században sok abszintivó művész volt, akinek művészetében megjelent az ital. Ilyen volt többek közt Vincent van Gogh, Édouard Manet, Amedeo Modigliani, Arthur Rimbaud, Guy de Maupassant, Henri de Toulouse-Lautrec és Paul Verlaine. Merített ebből a témából még August Strindberg, Oscar Wilde és Ernest Hemingway is.
A művészetben és irodalomban nyíltan megjelenő abszint jól tükrözi egy olyan, hagyományosan bort fogyasztó társadalom alkoholproblémáit, melyben az abszint előtt nem volt gyakori a tömény italok fogyasztása. Körülbelül száz évvel korábban a megnövekedett égetettszesz-fogyasztás (a londoni gin-őrület) hasonló gondokat okozott Nagy-Britanniában, ahol szintén csak hatósági lépésekkel sikerült visszaszorítani az alkoholizmust.

### Korabeli hamisítványai
Az abszint természetes színezése külön berendezést igényel, ezért az olcsó változatok, illetve a mesterségesen színezett hamisítványok színének élénkítésére a karamell adta sárga mellett anilin-zöldet, réz-szulfátot, rézacetátot vagy indigót használtak, melyek ez utóbbi kivételével erősen mérgezőek. Sokszor élénkítették így a klorofill adta enyhe smaragdzöldet is; az 1912-t megelőző években már kevés olyan abszint volt, melyet ne festettek volna.
További hamisítási módszer volt a valódi abszint készítésekor fennmaradó elő- és utópárlat megvásárlása, melyet normális esetben elválasztanak a kész italtól, akkoriban azonban sok hamisítvány alapanyaga volt. Legegyszerűbb esetben rézsókat és ízesítőt kevertek az ipari alkoholhoz, valamint antimon-trikloridot is, arra hivatkozva, hogy ez csökkenti a mérgező hatást. Valójában a lus-hatást pótolták vagy erősítették vele, és már akkoriban is kérdéses volt „pozitív hatása”, hiszen mérgező volt, és az „abszintizmus” több tünetéért is felelős lehetett. A szakma természetes módszert is ismert az ánizsolaj utánzására, a guaiacum-kivonat használatát, ami viszont körülményes volt.
Az olcsó abszintok készítésekor általában igen rossz minőségű alkoholt használtak, mert ennek ízét az abszint ízanyagai elnyomják. Az ilyen alkoholok sok amilalkoholt és egyéb kozmaolajat tartalmaztak, valamint metanolt, mely szédülést, fejfájást, hányást, idővel pedig vakságot (ezt „abszintvakságnak” nevezték) és Parkinson-kórt vagy halált okozott. Egyes korabeli források denaturált szesz felhasználását is említik. Az abszint betiltásáért (az akkori szélsőséges alkoholizmus mellett) elsősorban a mérgező hamisítványok okolhatóak.
Mindez nem jellemezte a minőségi abszintokat, amelyek még 1914-ben is veszélytelenek voltak, és a mai absintheur-ök közt még mindig az ebből a korból megmaradt italok testesítik meg a tökéletes abszintot.

### Betiltása

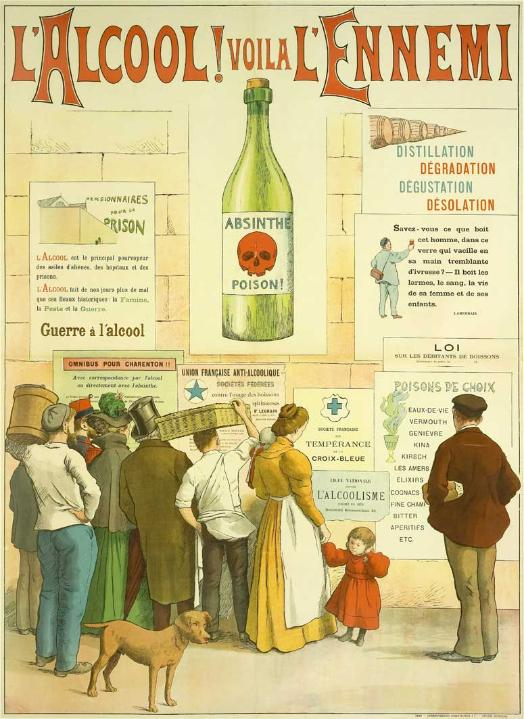
Frédéric Christol plakátja az alkohol és az abszint veszélyeiről

Az abszintot az antialkoholista mozgalom és a bortermelők közös erőfeszítéseinek köszönhetően hozták összefüggésbe a bűncselekményekkel és egyéb társadalmi problémákkal.
Dr. Eugene Ledoux szerint:
Az abszint elmebajhoz és bűncselekményekhez vezet, epilepsziát okoz és tuberkulózist. Minden évben franciák ezreit öli meg; fenevaddá teszi a férfit, mártírrá a nőt, és visszamaradottá a gyermeket.
Edgar Degas 1876-os – a Musée d'Orsay-ben látható – „Az abszint” című festményének elázott és ledermedt figurája összefoglalja az abszintfüggőkről kialakult képet. Émile Zola, bár csak két alkalommal említi az abszintot, utal a hatásaira is A Patkányfogó (L'Assommoir) című regényében:
Boche ismert egy asztalost, aki anyaszült meztelenre vetkőzött a Saint-Martin utcában, majd polkázva halt meg – abszintivó volt.

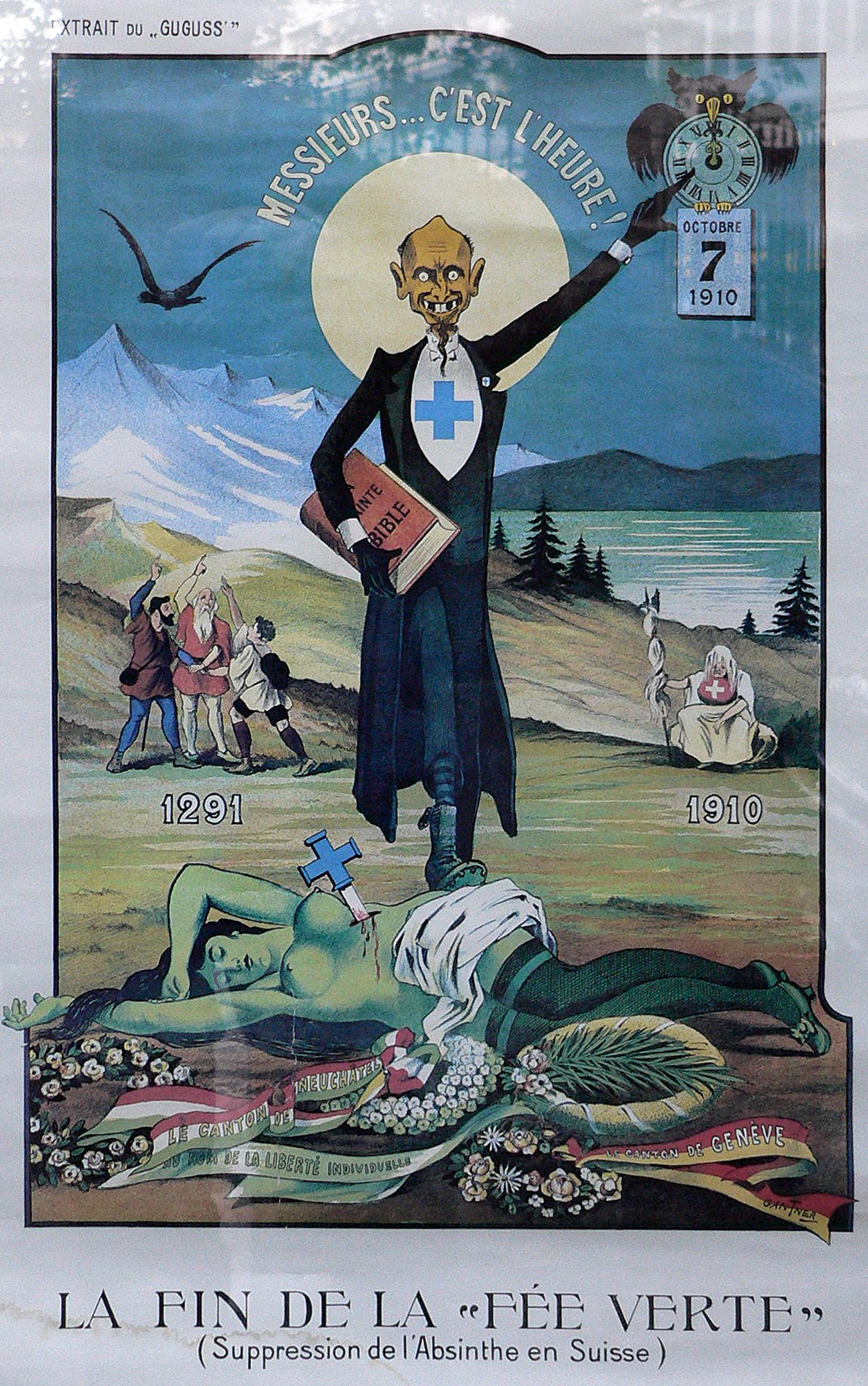
Az abszint svájci betiltását bíráló poszter (Albert Gantner, 1910)

Az abszint megítélése a 19. század második felében egyre rosszabbá vált. Túlzott fogyasztásának tünetegyüttesét Dr. Valentin Magnan után abszintizmusnak nevezték, és egyre inkább elhatárolták a lényegében azonos tüneteket mutató krónikus alkoholizmustól, melyet azonban kevésbé tartottak súlyosnak. Ahogy az ital egyre jobban terjedt, úgy szaporodtak a részben, vagy teljesen mesterséges hamisítványok, melyek általában mérgezőek voltak és felelőssé tehetők az abszint betiltásáért. Ezek olyan sok változatban és olyan nagy mennyiségben kerültek a piacra, hogy a 20. század elején egyes kortárs kutatók nem voltak biztosak benne, készítenek-e még valódit. A tipikus olcsó „abszint” ipari alkoholból, ízesítőkből és mesterséges színezékekből állt.
1889-re az Európát elárasztó filoxéra miatt a francia bortermelés majdnem negyedére esett vissza a korábbihoz képest. Ekkor már folyt a francia (európai) szőlőfajták amerikai fajtákra (mint alanyokra) történő oltása, így védekezve a pusztító kártevővel szemben. (A filoxéra az európai szőlők gyökerét támadja meg – kipusztítva azokat –, míg az amerikaiaknál a levélen hoz létre gubacsokat, általában nem veszélyeztetve a növény életét). Az újjáéledő bortermelésnek komoly vetélytársat jelentett az időközben elterjedt, tömegesen és olcsón előállított abszint. Hozzátéve, hogy a készítéshez felhasznált alkohol a borok lepárlásából származik.
1875 és 1913 között a franciák abszintfogyasztása az ötvenszeresére nőtt. Ez idő alatt az összesített alkoholfogyasztás a tizenötszörösére emelkedett, mely évi hatvan liter tiszta szeszt jelentett fejenként. Ennek ellenére is elterjedt volt a meggyőződés, hogy nem az alkohol mennyisége jelenti a gondot, hanem minősége. Az abszint betiltását megelőzően a legtöbb fűszer- és gyógynövényekből készített italt – többek közt a vermutot, a gint és a különböző keserűlikőröket is – egészségkárosító hatással vádolták. Az abszint elleni hadjáratot olyan antialkoholista kezdeményezésnek tekinthetjük, amelyben nem akartak nyíltan szembeszállni a túlzott alkoholfogyasztással. Az ital ellenzői igyekeztek összemosni a valódi és a hamisított abszint fogalmát: érvelésükben a vegyszerek és az ipari alkohol okozta mérgezéseket is az abszint számlájára írták.
1905-ben egy svájci alkoholista, Jean Lanfray meggyilkolta várandós feleségét és két gyermekét, majd magával is próbált végezni, mialatt (többek közt) abszint hatása alatt állt. Lanfray a két pohár (6 cl) abszinton kívül nagy mennyiségű egyéb alkoholt is ivott a gyilkosság előtt, ennek ellenére Dr. Albert Mahaim „az abszintőrület tipikus esetének” nyilvánította Lanfray viselkedését. Petíció indult az abszint betiltásáért, melyet 82 ezer svájci lakos írt alá: az abszintot Vaud kantonban hamarosan betiltották. 1908-ban rögzítették a teljes tilalmat Svájc szövetségi alkotmányában.
1907-ben a francia kormány különadót vetett ki, mellyel az olcsó abszintokat próbálta eltüntetni a piacról, majd 1908-ban betiltották a 65%-nál kisebb alkoholtartalmú abszintokat, hogy ezzel még több, rossz minőségű hamisítványt vonjanak ki a forgalomból. 1912-ben az abszintot méregnek nyilvánították és a parlament elé terjesztették a tujontartalmú italok betiltását, ami azonban csak az első világháború kitörése után, 1915-ben történt meg.
Az abszintot már 1898-ban betiltották a Kongói Szabadállamban, majd 1906-ban Belgiumban és Brazíliában. Hollandia 1909-ben tiltotta be, Svájc 1910-ben, az Amerikai Egyesült Államok pedig 1912-ben.
Az abszint betiltása Franciaországban a pastis (és kisebb mértékben az ouzo) növekvő népszerűségéhez vezetett, mert bár ezekben nincs ürömfű, mindkettő ánizsos ital. A Pernod katalóniai (Spanyolország) Banus szeszfőzdében folytatta a termelést, ahol az abszint legális maradt, de a megcsappant kereslet miatt az 1960-as években leálltak a vele. Svájcban a tilalom illegalitásba taszította az abszintkészítést. A házi főzdék tovább működtek, főleg la Bleue abszintot készítve, melyet – mivel színtelen – könnyebb volt titkolni a hatóságok előtt. Egy val-de-travers-i interjúalany szerint még a 21. század elején is 60-80 illegális főzde működött ebben az abszint szülőföldjének tekintett kerületben. Sok ország, köztük Nagy-Britannia nem tiltotta be az abszintot, mert ott nem volt olyan népszerű, mint Európa többi részén.

### Rehabilitációja

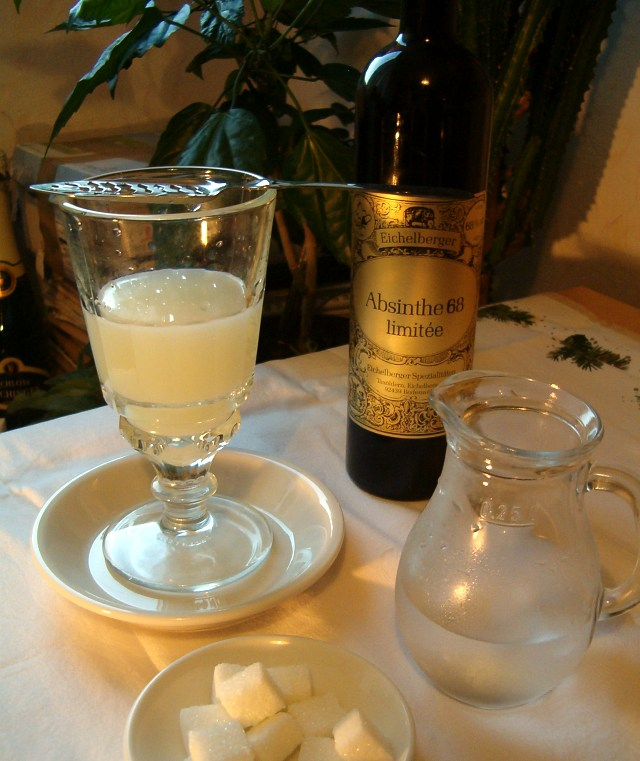
Mai verte abszint, hígítás után

Az Európai Unió bizonyos országaiban az abszint soha nem volt tiltott, ezért a Tanács – a közösségen belüli jogharmonizáció keretében – 1988. június 22-én irányelvben rögzítette, hogy melyik italtípus mennyi tujont tartalmazhat. A legnagyobb érték a bitterekre (gyomorkeserűk) vonatkozik, legfeljebb 35 mg/kg, így az egyes tagállamok abszintot tiltó törvényei fölöslegessé váltak. Ennek nyomán egyre több országban törölték el az abszint tilalmát. A törvények általában a méltatlanul hírhedt tujon mennyiségét szabályozzák, ám a korabeli változatokéhoz (0,5–48 mg/kg) hasonló, általában 10–35 mg/kg közötti szinten.
A fenti irányelvet felváltó rendelet értelmében az Európai Unióban ma csak az ürömfajokkal ízesített szeszes italok tartalmazhatnak 35 mg/kg tujont, míg más alkoholos italok legfeljebb 10 mg/kg-ot. A tagállamok ennek figyelembe vételével szabályozhatják az abszint előállítását és forgalmazását. 2011–2013 között uniós tárgyalások folytak az abszint mint szeszesital-kategória bevezetéséről és szabályozásáról, ám az érdekelt felek nem tudtak megegyezni az ital definíciójáról.
Franciaországban 1988-ban csak részben rehabilitálták az abszintot. Engedélyezték az abszint készítését, de az országon belül eladott palackokon tiltott maradt az absinthe elnevezés, és az édesköményolajban található fenkon mennyiségét 5 mg/kg-ban korlátozták. Franciaországban ezért az abszintok (és abszinthamisítványok) egyéb elnevezéssel – legtöbbször spiritueux aux plantes d'absinthe, azaz fehérürmös párlat néven – terjedtek el, a fenkon korlátozása miatt pedig egyes abszintokat nem lehetett Franciaországban árusítani. 2010 márciusában a francia kormány eltörölte a fenkonra vonatkozó korlátot, majd 2011. május 17-én újra engedélyezte az absinthe elnevezés használatát.
Svájcban 2005. március 1-je óta legális az abszint. Az előállítására szigorú törvények vonatkoznak: a legális abszint áztatás és lepárlás útján készül, és színezése (ha van) csak természetes lehet. Ízében a kesernyés jelleg mellett felismerhető az ánizs és az édeskömény is, valamint víz hozzáadásakor az ital zavarossá válik.
Az Amerikai Egyesült Államok 2007-ben engedélyezte a 2012 óta első abszintot. A TTB (Alcohol and Tobacco Tax and Trade Bureau – Alkohol- és dohánytermékek adó- és kereskedelmi hivatala) 2007-ig sikeresen akadályozta meg az abszint forgalmazását annak ellenére, hogy annak törvényi tilalma már a 20. században megszűnt. A ma forgalmazható abszintoknak „tujonmentesnek” kell lenniük, ami a valóságban 10 mg/kg tujonnál kevesebbet jelent, ez pedig a századfordulós abszintok esetén sem volt ritkaság. Az „Absinthe” szó nem szerepelhet önmagában a címkén márkanévként vagy az ital elnevezéseként. A címke és illusztrációi nem utalhatnak hallucinogén vagy tudatmódosító hatásokra.
Brazíliában tiltott a 10 mg/kg-nál több tujont, vagy 55%-nál több alkoholt tartalmazó abszint.
Írországban az abszint árusítása tiltott, de külföldről hazavihető.
Szerbiában tiltott a tujont, vagy 50%-nál több alkoholt tartalmazó abszint.
Új-Zéland egyes részein a 21. században betiltották az abszintot, mert több fiatal is életveszélyes alkoholmérgezéssel került kórházba. Mindkét ismert esetben több pohár hígítatlan (az egyik esetben 89,9% alkoholtartalmú) abszintot ittak a fiatalok.
Vanuatuban máig is érvényes az Új-Hebridák idején hozott 1915-ös tilalom. Az abszint és hasonló szeszes italok előállítása és kereskedelme egyaránt tilos.
Az 1990-es évek máig is tartó hamisítványhulláma mellett megjelentek a minőségi, hagyományos abszintot készítő főzdék is, többek közt Svájc, Franciaország, Németország, Ausztria, Spanyolország, Hollandia, az Amerikai Egyesült Államok, sőt újabban Csehország területén is.
Több mozgalom is alakult a minőségi abszint és a kulturált abszintfogyasztás elterjesztéséért, például a Wormwood Society és a Fée Verte Absinthe House, melyek internetes oldalai, és az azokon található kritikák (melyek közt a legtöbb abszint és a hamisítványok jelentős része is szerepel) segíthetnek az abszint ellentmondásos piacán kiigazodni.

## Modern hamisítványai

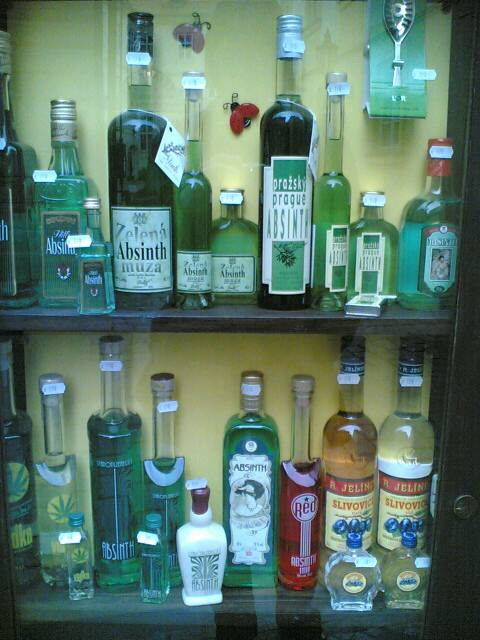
Különböző „cseh abszintok” egy prágai kirakatban

Az abszintot a betiltás előtt népszerűsége és hagyományának hiánya miatt jellemezte a tömeges hamisítás, ma pedig ismeretlensége és mítoszai okolhatók ugyanezért. Tovább rontja a helyzetet, hogy az abszint név használatát sem az Amerikai Egyesült Államok, sem az Európai Unió nem köti semmiféle feltételhez. Svájcban azonban az abszinthamisítás illegális, az ottani törvények csak a hagyományos abszintot engedélyezik.
Az 1990-es években egy brit importőr, a BBH Spirits tudomására jutott, hogy az Egyesült Királyságban az abszint soha nem volt tiltott, így árusítani kezdte a cseh Hill's Absinth-ot. Az ilyen és ehhez hasonló (nem kizárólag cseh) hamisítványok gyorsan elárasztották a piacokat, és sok helyütt ma is ezek jelentik az abszintot a köztudatban. Sokszor alkohol, víz, aromák és élelmiszerfesték felhasználásával készülnek. Növényi kivonatot egyáltalán nem, vagy csak egy-két féle növényt tartalmaznak, így – az alapvető összetevők hiányában – kevert abszintnak sem tekinthetők. Mindennek ellenére a termelők általában hagyományos, száz évnél régebbi recept alapján készülő, eredeti svájci-francia abszintnak állítják be őket, és gyakran említésre kerül „nagy tujontartalmuk” is. Hamisítványnak tekinthető az előbbiektől csak részben elhatárolódó, cseh abszintként ismert keserű szeszes ital is, hiszen annak ellenére, hogy előállítói általában a leghitelesebb hagyományos abszintnak nevezik, a (sokszor szinte elviselhetetlenül keserű) ital az eredeti abszinttól ízében és összetevőiben is végletesen különbözik.
Spanyolországban a Pernod Fils áttelepülése miatt hagyománya van a valódi abszintnak, ennek ellenére a mai hamisítványok és kevert abszintok jelentős része is ott készül.
Egyes előállítók csillagánizsos italokat címkéznek abszintként. Általában a csillagánizsalap (európai ánizs helyett), a likőrjelleg (hozzáadott cukor) vagy az ánizs, édeskömény, fehér üröm hiánya, és az ebből fakadó ízkülönbség miatt tekinthetők hamisítványnak. Ízüket – bár az abszintéra csak ánizsos jellegében hasonlít – sokszor kellemesnek tartják. Zöld színüket mesterséges színezék adja, ugyanis összetevőik és gyártásuk is a sárgás pastiséhoz áll közelebb.
Független kritikusok véleménye szerint a magyar kereskedelemben abszintként árusított italok csak a legritkább esetben tekinthetők abszintnak. A legrosszabb minőségű hamisítványok gyakori jellemzői, hogy víz hozzáadásakor nem opálosodnak, nincs ánizsízük (vagy ellenkezőleg, csak ánizsízük van), határozottan keserűek vagy alkoholízűek, a szájban (illóolajok híján) selymes helyett száraz hatást keltenek, vagy eltérnek a hagyományos – zöld, színtelen vagy vörös – színezéstől.

### Cseh absinth

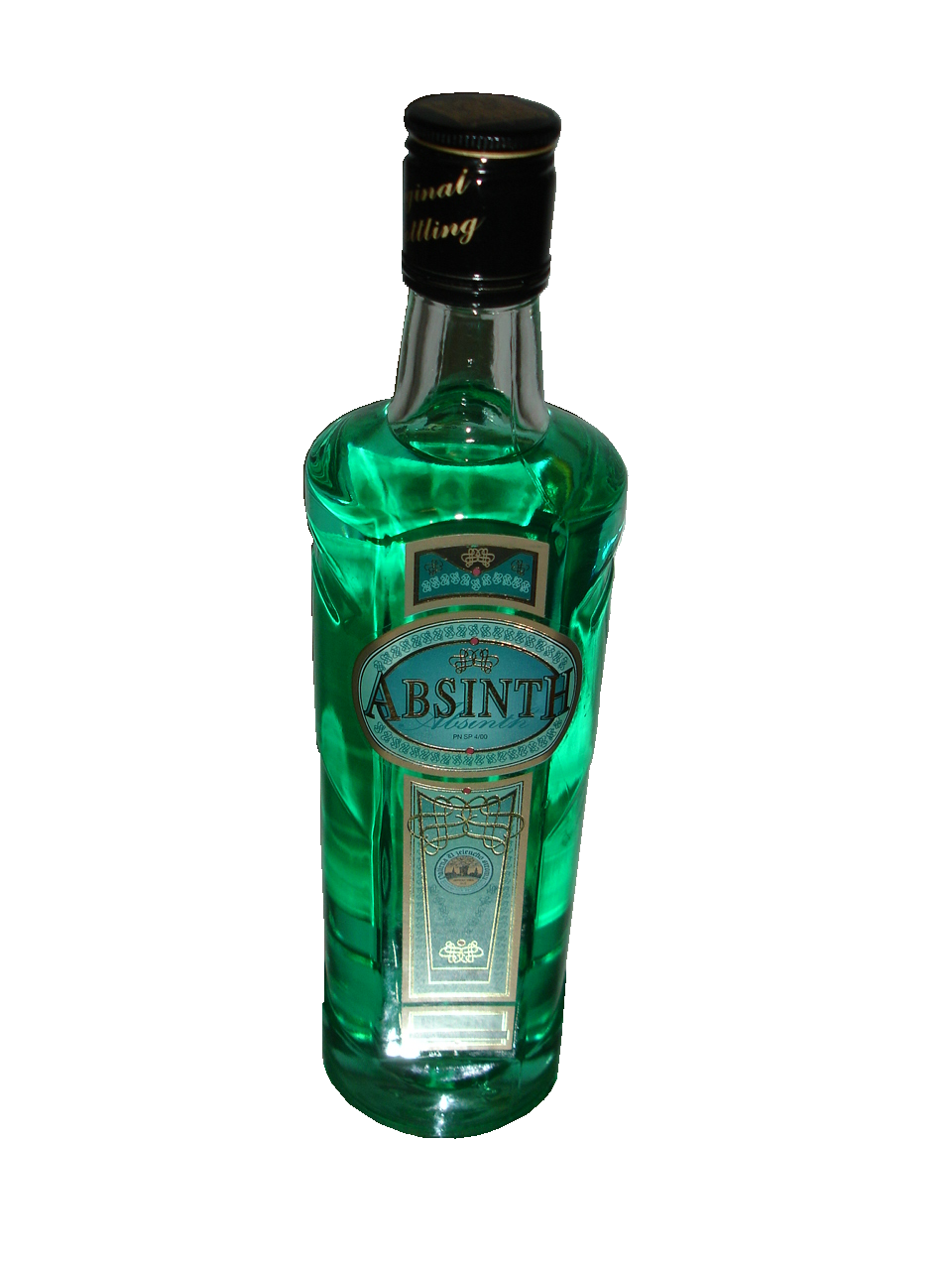
Tipikus cseh absinth, mesterséges színezéssel

A cseh absinth (cseh vagy bohém típusú abszint, ánizsmentes abszint, vagy egyszerűen absinth, mely eredetileg az ital német helyesírása) egy, az 1990-es években Csehországban megjelent – általában keserű – szeszes ital (bitter), melyet a komoly különbségek ellenére abszintként árusítanak.
A tipikus cseh absinth csak két dologban hasonlít az eredeti italhoz: tartalmazza a fehér üröm kivonatát és nagy az alkoholtartalma. Ánizsból, édesköményből és az abszint más hagyományos összetevőiből keveset vagy semennyit sem tartalmaz. Az 1990-es években a cseh absinth-készítők vezették be a „cseh módszert”, amely a kockacukor meggyújtásával jár és gyakran – általában Magyarországon is – tévesen az abszint hagyományos előkészítésének hiszik.
Marketingje legtöbbször az abszint körüli téves legendákon alapszik, és keserű íze is ezeknek felel meg. A bohém életstílust (mely a 19. században szorosan összefonódott az abszinttal) készítői gyakran önkényesen összekapcsolják Bohémiával, ezzel próbálva igazolni a cseh abszint hagyományát. A cseh absinth-ot gyakran korabeli francia művészekkel, festményekkel népszerűsítik, ugyanis Csehország területéről (Franciaországgal és Svájccal ellentétben) nem ismertek az abszintkultúrát őrző dokumentumok, tárgyi emlékek. Az „absinth” és a „cseh módszer” modern találmányok, melyeknek az abszinthoz és annak hagyományához nagyon kevés közük van. A köztudatban elterjedt „eredeti cseh abszint” legendája tehát téves: az 1990 előtti cseh absinth létezését semmiféle bizonyíték nem támasztja alá. A cseh absinth annyira lerontotta az absinth név hitelét, hogy több abszintfőzde is átállt saját nyelvének helyesírásáról az absinthe elnevezésre.
Mivel az absinth a cseh abszinthamisítványok nem hivatalos gyűjtőneve (legtöbbször az italok címkéjén is ez a név szerepel), a márkák közt erős eltérések találhatók. A szakma általában fehér ürmös gyomorkeserűként jellemzi, de egyes márkák tujonmentessége az ürömkivonat teljes hiányára utal. Egy részüknél a kritikusok határozott – időnként túlzott – keserűségről számolnak be, amit a lepárlás nélküli fehér üröm okoz. Más változatokat szájvízhez hasonlítanak, mivel mentolra emlékeztető, de gyenge és jellegtelen ízüket elnyomja az alkohol.

### Absinthe kit
Az absinthe kit általában olyan, internetes oldalakon rendelhető készlet, mellyel előállítói szerint hagyományos abszintot, valójában azonban nyers, keserű ízű gyógynövény-tinktúrát állíthatunk elő. Tujontartalma lényegesen nagyobb az abszinténál, és csak lepárlása után lehetne abszintnak nevezni.
Az ilyen termékek megjelenése visszavezethető az abszint rehabilitációja utáni, interneten megjelent receptekre, melyekkel hasonló, potenciálisan mérgező tinktúrák állíthatók elő. Hasonló, torz receptekre időnként egyéb források is utalnak.
Az eredeti absinthe kitek utódjaként megjelentek azon – sokkal hitelesebb – változatok is, melyek növényi eszenciákból állnak, és a 19. században is ismert kevert abszint készíthető belőlük.

## Készítése
Jelenleg a legtöbb országban nincs törvényi meghatározása az abszintnak, míg más szeszes italoknak, mint például a pálinkának, a whiskynek, a brandynek általában van. A gyártókat így semmiféle szabályozás vagy elvárás nem korlátozza abban, hogy akármilyen italt „absinthe”, „absinth” és hasonló nevekkel lássanak el. A ma abszintnak tekintett italok készítői vagy lepárlással, vagy keveréssel készítik el a szeszt, bár ez utóbbi nem engedélyezett olyan országokban, ahol törvény szabályozza az abszintkészítést. Az abszint alkoholtartalma ma a hagyományosnál nagyobb is lehet: 83,2%-os (hígítatlan) párlat is ismert a modern abszintok között.

### Párolt abszint
A párolt abszint a minőségi ginhez, illetve az ouzóhoz hasonlóan készül. A növényeket 75-85%-os alkoholba áztatják, általában 12-24 órán keresztül. Az így kapott, rendkívül durva és keserű ízekkel rendelkező ázatot vízzel hígítják, majd újra lepárolják; így születik meg az abszint összetett és karakteres ízvilága. Az üröm keserű ízét okozó abszintin legnagyobb része is hátra marad a lepárlóüstben.
Gyengébb minőség esetén további tiszta szeszt adnak a párlathoz. Az így kapott, 70-80% alkoholtartalmú folyadékot vagy tisztán palackozzák víz hozzáadásával (ezek a la Blanche vagy la Bleue abszintok), vagy beszínezik természetes, avagy mesterséges módon. A hagyományos abszintok színezésekor a párlat egy részébe újabb, e célra kiválasztott növényeket áztatnak egy különleges, fűtött berendezésben, majd a szűrés után az extraktumot visszakeverik a párlatba. A zöld színt ilyenkor a növényekben található klorofill okozza. Az eljáráshoz kisebb mennyiségű és enyhébb ízű füveket használnak, melyek a blanche-tól valamelyest eltérő ízvilágot eredményeznek, ezért a mesterségesen zöldre festett blanche megtévesztő lehet.
A természetes színezés alapvető fontosságú az érlelés szempontjából is, hiszen a klorofill kémiailag aktív marad. Az abszintot emiatt semleges tölgyfa- vagy acélhordókban érlelik, amik nem adnak át további ízanyagokat (mint például a whisky esetén), hanem oxidáció megy végbe. Az abszint tehát sok más párlattal ellentétben üvegben is érlelhető. A természetes színezésű abszintokat általában sötét üvegbe töltik, hiszen a klorofill fény általi lebomlása nemkívánatos. Sok modern abszintot egyáltalán nem érlelnek eladás előtt. A különlegesen sokáig érlelődött verte abszintok (például a tilalom előttről megmaradtak) színe általában rozsdabarna, a szaknyelvben feuille morte („száraz levél” franciául).

### Kevert abszint
Sok modern abszint hideg keveréssel készül. Ezeket a szakmabeliek gyakran utánzatnak tartják, a svájci törvények pedig hamisítványnak. A 19. században is használt módszer szerint növénykivonatokat, aromákat és színezéket kevernek a tiszta alkoholhoz. Törvényi szabályozás híján a termelők sokszor „párolt” abszintként tüntetik fel ezeket az italokat, hiszen a felhasznált szesz valóban párlat. Sokszor nehezen különböztethetőek meg az egyszerű hamisítványoktól, melyek semmilyen növényi kivonatot nem tartalmaznak, vagy valamelyik fő összetevő kivonata hiányzik belőlük.

### Összetevők
A felhasznált finomszesz bármilyen mezőgazdasági alapanyagból készülhet, de a minőségi abszinthoz finomított bor- vagy gabonapárlatot használnak.
A párlat minimális hozzávalói a fehér ürömfű (Artemisia absinthium) levelei és virágai, és az ánizs (Pimpinella anisum) valamint a római édeskömény (Foeniculum vulgare var. dulce) termése, melyeket együtt gyakran „szentháromságnak” neveznek. Egyes korabeli receptek alapján az édeskömény nem tekinthető kötelezőnek, de jellemzően csak az olcsó, ordinaire abszintoknál mellőzték. Sok más összetevő is felhasználásra kerülhet, például orvosi angyalgyökér (Angelica archangelica), izsóp (Hyssopus officinalis), citromfű (Melissa officinalis), csillagánizs (Illicium verum), koriandertermés (coriandri fructus), veronikafű (Veronica officinalis), borsmenta (Mentha × piperita), bárányüröm (Artemisia pontica).
A színezéshez elsősorban bárányürmöt és izsópot használnak, de jellemző mellettük a citromfű és a borsmenta is. Kisebb alkoholtartalmú abszintnál használatos az őrölt édesgyökér (Glycyrrhiza radix), amely kerekíti az ízt és segíti az abszint letisztulását.
Az abszint ízét nagyban befolyásolja a növények minősége és feldolgozása. A rómaitól eltérő változatú édeskömény kellemetlen, kámforos ízt ad az abszintnak. Manapság szintén előfordul – tévedésből, vagy azért, hogy az ital megfeleljen egyes téves mítoszoknak –, hogy fehér ürmöt használnak színezésnél, ami keserű mellékízt eredményez. A minőségi abszintok előállítói fontosnak tartják a növények származási helyét is. A gyógyfüvek szárait általában eltávolítják áztatás előtt.

## Típusai

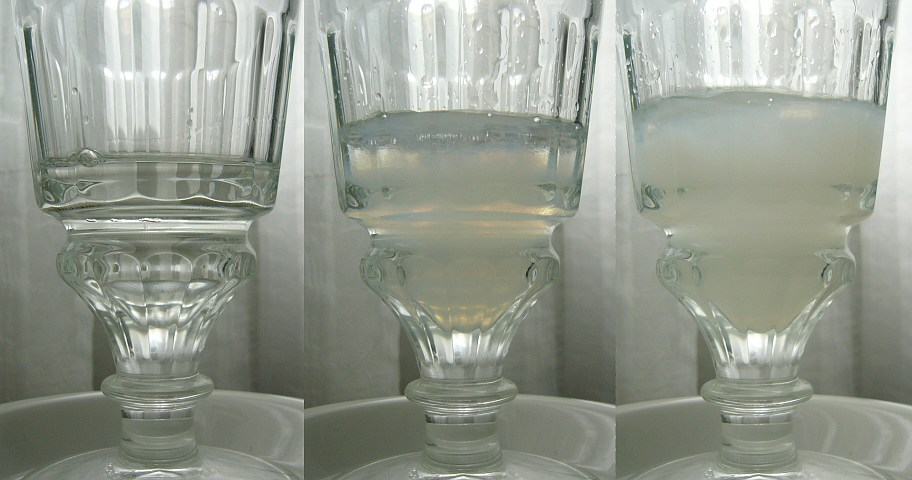
Blanche abszint hígítás előtt és közben

A korabeli abszintnak hivatalosan nem voltak típusai, de az akkori kézikönyvek általában öt kategóriát különböztettek meg: Absinthe ordinaire, Absinthe demi-fine, Absinthe fine és Absinthe Suisse. Ezek a kategóriák egyre nagyobb alkoholtartalmat és jobb minőséget jelöltek. A Suisse (svájci) nem az előállítás helyére, hanem kiváló minőségére utal. Másféle besorolást általában nem alkalmaztak, mivel a kereskedelemben elsöprő többségben volt a verte (zöld) változat. Számon tartották még az Absinthe des essences-t is (ami megfelel a mai kevert abszintnak), de sokszor ezt is az előbbi kategóriák valamelyikébe sorolták.
Az abszintok más szempontok alapján is besorolhatóak:
A Verte (franciául „zöld”) abszint blanche-ból készül: egy második áztatástól a párlat peridotzöld színt és általában finoman kesernyés ízt kap. A 19. században ez a változat volt a legelterjedtebb, olyannyira, hogy a francia kézikönyvek a blanche-ot félkész abszintnak tekintették.

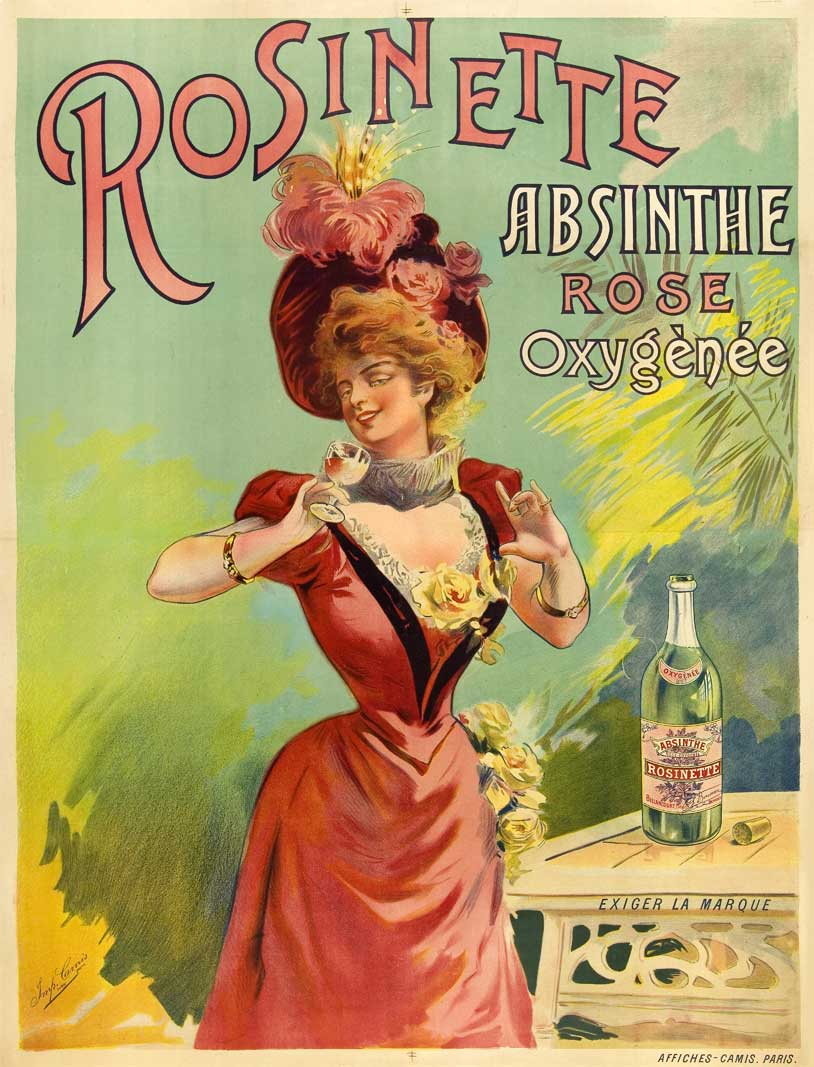
Korabeli rose abszint plakátja

A Blanche (franciául: fehér), (Svájcban) la Bleue (franciául: kék, a hígításkor megjelenő kékes árnyalatok után) abszint lepárlás és hígítás után színezés nélkül kerül a palackba. Az ital betiltása előtt is ismert volt a színezetlen abszint, de feltűnésmentes színe miatt a tilalom idején vált elterjedtté. A Blanche-ot és a la Bleue-t időnként külön kategóriának tekintik, mert utóbbi főleg a val-de-travers-i illegális hagyományt követi. Emiatt a Svájcban készített fehér abszintok egy részét is Blanche-nak címkézik. A Brut (franciául: nyers) kifejezés olyan erősre főzött, modern Blanche-okat jelöl, melyeket minimális mértékben, vagy egyáltalán nem hígítanak palackozás előtt, és jellemzően 80-83% alkoholtartalmúak.
A Rouge (franciául: piros) vagy Rose abszint készítésekor a párlatot hibiszkuszvirággal festik vörösre. Ritka típus; jelenleg egyetlen történelmi rouge márkáról tudunk.
Az Absenta (spanyolul „abszint”) Spanyolországban készített abszint, mely főleg a Pernod Fils betiltás utáni, tarragonai (Katalónia, Spanyolország) üzemének köszönheti hagyományát, bár az elnevezést nem csak hagyományos márkák használják.
A Clandestine (franciául „illegális”) a házilag, illegalitásban párolt abszint neve. Gyakran színezetlen. A német házi főzdékben Hausgemacht-ként (németül: „házi készítésű”) ismert. Nem összetévesztendő sem a Clandestine márkával, sem az Absinthe kitként ismert termékekkel. Általában kis mennyiségben, saját használatra készítik a tapasztalt szeszfőzők, saját ízlésük szerint összeállítva a receptet. A házilag főzött abszint mennyisége nagyban emelkedett a betiltás alatt, mikor a kisebb vállalkozók illegalitásban folytatták az ital párlását, leginkább Svájcban. A rehabilitáció óta sok titkos főzde ismét legális működésbe kezdett, ők gyakran használják címkéiken a clandestine elnevezést. Egyes főzdék illegalitásban maradtak, a hatóságok véleménye szerint ennek okai az adók és az „illegális abszint” hírneve.

## Fogyasztása

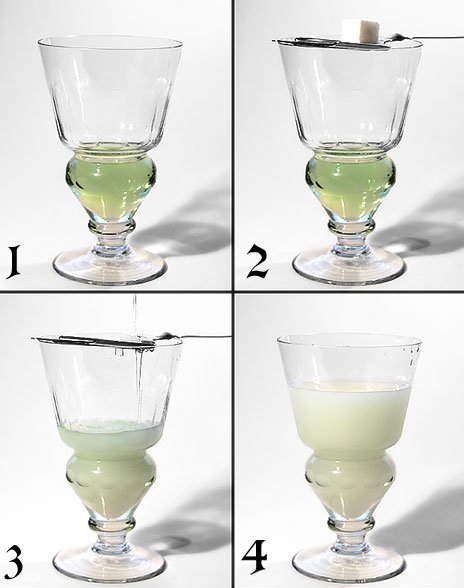
Az abszint hagyományos előkészítése

Az abszint csak szokatlanul magas alkoholtartalommal tárolható, ezért közvetlenül fogyasztás előtt szokás felhígítani. Ennek hagyományos módja (az úgynevezett „francia módszer”) a következő: egy pohárba 3–4 cl abszintot töltenek, ráhelyeznek egy e célra tervezett lyukacsos kanalat (abszintkanalat), majd erre egy vagy két darab kockacukrot. Jéghideg vizet töltenek minél lassabban a cukron keresztül az abszintba, ezzel lehetőleg az összes cukrot lemosva a kanálról. A folyamat nemcsak az alkoholtartalom csökkentése és a lus-hatás okozta színváltozás miatt érdekes, hanem kibontakoznak tőle olyan ízek, melyeket eredetileg elnyom például az ánizs. Az ideálisnak tartott 11-12%-os alkoholtartalom 1 egység abszint és 3–6 egység víz elegyével érhető el abszinttól függően, illetve egy kis tapasztalattal felismerhető a louche teljességéről. A cukor elhagyható a rituáléból: a 19–20. század fordulóján még divatos luxuscikk volt, a közízlés az édesített italoknak kedvezett. A mai absintheur-ök közt megoszlanak a vélemények, de elmondható, hogy a legtöbb abszintot érdemes cukorral és nélküle is kipróbálni.

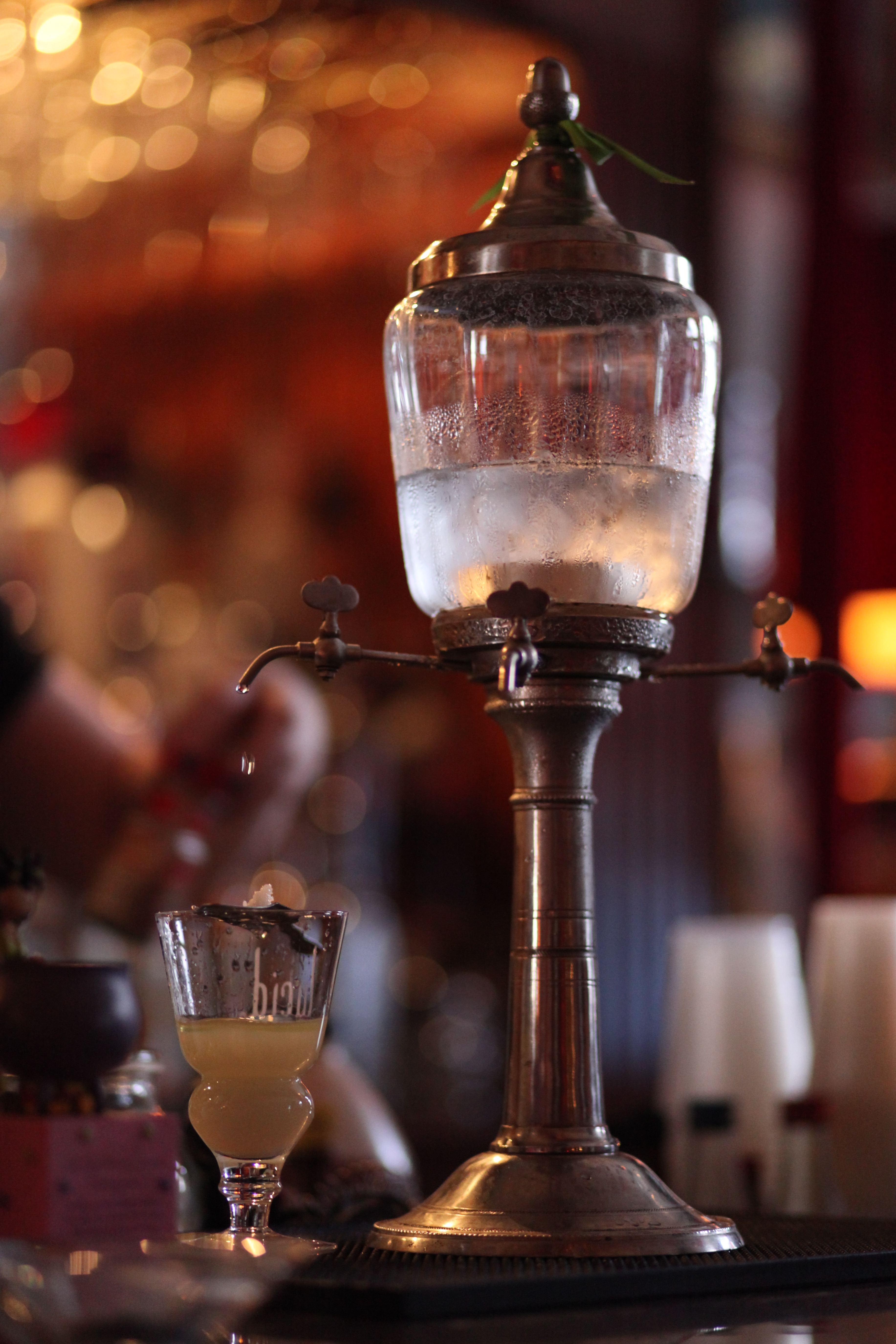
Abszintcsap az ital hígításához

Eredetileg a pincér egy üvegnyi jeges vizet és cukrot szolgált fel az abszint mellé, hogy a vendég saját ízlése szerint készítse el. A növekvő népszerűség miatt elterjedt az abszintcsap, mely egy állványra szerelt tartály jeges vízzel töltve és több kis csappal felszerelve; ez tette lehetővé a víz rituális, lassú csepegtetését. Megjelentek a vizes- és borospoharakból kialakult abszintpoharak is, melyek közös jellemzője, hogy formájukkal vagy valamilyen jelzéssel mutatják a pohárba töltendő abszint mennyiségét.
Az abszint több tucat koktél összetevője. Ilyen például a korabeli Sazerac, a Bunny Hug, a Death in the Afternoon, vagy a modern The Governor's.
A „cseh módszer” vagy a „bohém módszer” az 1990-es években került bevezetésre a cseh absinthok marketingjéhez, mivel azok általában – illóolajok híján – nem opálosodnak hígításkor. Egy kanálra egy vagy két darab kockacukrot tesznek, a pohár fölé tartják, és leöntik abszinttal. Miután a cukor felszívta a szeszt, meggyújtják, és hagyják enyhén karamellizálódni. Ezután leöntik a cukrot vízzel, és elkeverik. Elterjedt egy olyan változata is, melyben az italt is meggyújtják, majd megvárják, míg kialszik, és az így lecsökkent alkoholtartalom miatt nem adnak hozzá vizet.
Gyakran tévesen a „cseh módszert” tekintik hagyományosnak. Ennek okai közt szerepel egyes márkák megtévesztő marketingje és a módszer szerepeltetése kosztümös filmekben.
A hagyományos abszintok fogyasztói ezt a módszert elítélik, véleményük szerint ugyanis a valódi abszint ízét teljesen tönkreteszi. Az ötlet valószínűleg a Café Royale elkészítéséből ered: a kávéhoz brandyt kevertek, majd a vele átáztatott cukrot meggyújtották a csésze fölött, mielőtt beleejtették volna. Egy erről készült, 1887-es festményről később tévesen úgy hitték, abszintot ivó párt ábrázol, habár a kávéscsészék jól láthatóak.

## Pszichoaktív és toxikus hatásai
A rendszeres abszintfogyasztást a 19. század második felétől kezdve sok orvos elmebetegség, epilepszia és tuberkulózis okozójának tekintette. Az abszintizmusnak nevezett – valójában azonban a krónikus alkoholizmussal teljesen azonos – elmebaj tünetei közül a hallucinációk által kísért rohamokat tartották a legjellemzőbbnek, ezért a modern köztudatban az abszint tévesen hallucinogénként maradt fenn.

### Korabeli tanulmányok
Dr. Valentin Magnan készített tanulmányt elsőként a krónikus abszintfogyasztás tüneteiről, ezzel elkülönítve őket a már korábban is vizsgált krónikus alkoholizmustól. Az abszintizmus különleges tüneteit abban látta, hogy a beteg előjel nélkül is delíriumba esik, előfordultak epilepsziaszerű rohamok, 1–2 perces vertigo, valamint a delírium alatti hallucinációk is erősebbek. Magnan a fehér ürmöt tette felelőssé a tünetekért, bizonyítékként pedig a tiszta ürömkivonattal súlyosan túladagolt tengerimalacok görcsrohamait mutatta fel.
Az Egyesült Királyságban, ahol a 18. század első felében a gin és hamisítványai a francia abszinthelyzethez hasonló társadalmi katasztrófát okoztak, súlyos kritikával illették Magnan elméletét. A Lancet brit orvosi szaklapban megjelenő cikkek rámutattak, hogy a Magnan által „felfedezett” tünetek egyéb alkoholt fogyasztóknál is megjelennek, az állatkísérleteivel állított párhuzam pedig önkényes, mert abszint helyett tiszta ürömkivonattal kísérletezik, és a hosszútávú abszintfogyasztás hatásait egyszeri túladagolásban elpusztuló állatokon véli megtalálni. Nem vették komolyan az ürmöt ért vádat azért sem, mert a Franciaországban abszintként árult italok gyakran nem tartalmaztak fehér ürmöt, mérgező vegyi adalékokat viszont annál inkább.
Magnant követően többen is kísérleteket végeztek az abszint más növényi összetevőjével. Kiderült, hogy a tiszta illóolajok mind könnyen túladagolhatóak, ez pedig megosztotta a véleményeket. Egyes kutatók továbbra is az ürmöt okolták, mások az ánizst, megint mások az összes gyógynövényt egyszerre. A századforduló egyik legelfogadottabb elmélete minden összetevőt ártalmasnak tartott, de köztük az ürmöt a legveszélyesebbnek. Dr. Eugene Ledoux az abszint növényi összetevőit tette felelőssé az országban terjedő elmebajokért, epilepsziáért és tuberkulózisért, bár napi egy pohár abszintot ő sem tartott veszélyesnek. A Lancet csak a tilalom után, 1930-ban fordult az abszint ellen, mely bár legális maradt az Egyesült Királyságban, a külföldi termelés fokozatos leállásával eltűnt.

### Tévhitek a tilalom alatt és után
A korabeli szakvélemények ellentmondásai, valamint az abszint eltűnése különböző legendáknak engedtek teret. 1973-ban Adam Gottlieb Legal Highs című, legális pszichoaktív szerekkel foglalkozó könyvében azt állította, hogy a Pernod likőrhöz fehérüröm-kivonatot keverve abszintot kapunk. A tudomány ismét a tujon felé fordult; 1975-ben a Nature magazin a tujont a THC-hez hasonlította, ami a marihuána fő hatóanyaga. Hasonló molekulaszerkezetük miatt arra a téves következtetésre jutott, hogy hatásuk is hasonlít, kísérleteket viszont nem végzett.
Wilfred N. Arnold egy 1992-es tanulmányban azt állította, hogy a korabeli abszint tujontartalma a felhasznált üröm mennyisége alapján 260 mg/kg lehetett, ám kísérleteket szintén nem végzett. Az elmélet többszörös cáfolata ellenére ezt a számot ma is gyakran idézik.
A 20. századi tanulmányok közös vonása volt, hogy a korabeli elméleteket nem vonták kétségbe. Az abszint 1988-as európai uniós rehabilitációja után a gyártók éveken át nem próbálták ki az eredeti recepteket, mert magától értetődőnek számított, hogy az így készült abszint túl sok tujont tartalmazna.
Az abszintizmus elméletének felszínes ismerete képezi az alapját annak a modern tévhitnek, hogy az abszintban lévő tujonnak közvetlen hallucinogén hatása lenne. Az abszint ellenzői csak az ital okozta elmebaj esetén beszéltek hallucinációkról; a fehér ürmöt méregnek tekintették, a többi összetevőt pedig legfeljebb kábító hatásúnak.

### Az abszint orvosi rehabilitációja
Ma már tudvalevő, hogy a tujon hatása nem hasonlít a THC-ére és hallucinációkat sem okoz. A tujon GABA-antagonista, és bár nagy adagokban izomrángásokat és görcsöket okozhat, semmi sem bizonyítja, hogy hallucinogén is lenne. Nagyobb adagokban egyaránt káros a májra és az idegrendszerre, azonban az abszintban lévő tujonmennyiség toxikus hatásai teljesen eltörpülnek az alkoholé mellett, akár a túladagolás lehetőségét, akár az idegrendszer leépülését tekintjük. A Rutgers Egyetem kutatásai szerint 1-2 liter abszint tujontartalma – egyetlen pohár alkoholos italban elfogyasztva – a koncentrációs képességek statisztikailag kimutatható, rövid távú romlását okozza a tujonmentes vagy alacsony tujontartalmú italhoz képest. A huszonkét résztvevőből tizenkilenc nem tudta megkülönböztetni a háromféle ital hatását.
A korabeli abszintok tujontartalma a közelmúltig ismeretlen volt, egy párlat tujontartalmát ugyanis csak a gázkromatográfia-tömegspektrometria módszerével lehet megbízhatóan mérni. Hat, egymástól független, kísérletekkel alátámasztott tanulmány is rámutat, hogy a korabeli receptek alapján készített abszintok és a századfordulóról megmaradt, lepecsételt palackok egyaránt veszélytelen mennyiségű tujont tartalmaznak. Egy 2008-ban végzet vizsgálat alkalmával tizenhárom üveg 1895–1914 között készült abszintot vizsgáltak meg, ezek tujontartalma 0,5-48,3 mg/kg közt változott. A minták többsége megfelelt az EU 35 mg/kg-os maximumának. Egy újabb kutatás kizárta azt is, hogy az eltelt száz év alatt a palackokban a tujon lebomlott volna.
A korabeli „abszintizmus" tüneteit nem lehet egyértelműen megkülönböztetni a krónikus alkoholizmustól, és amennyiben súlyosságuk valóban különbözött, azt az abszint gyakori hamisításához felhasznált rossz minőségű alkohol és mérgező vegyszerek okozhatták. Megjegyzendő azonban, hogy az abszint egyéb anyagokat is tartalmaz, és kevés jó tanulmány született eddig a hosszú távú abszintfogyasztás lehetséges hatásairól.

### Hatása az emberi tudatra
Mindezek ellenére még nem sikerült meggyőző eredményre jutni azzal kapcsolatban, hogy az abszintnak (az alkoholt leszámítva) van-e hatása az emberi elmére. Az abszint egyesek szerint megnyitja az elmét; a fogyasztók legtöbbször az ittasság egy „tisztult” formájáról számolnak be – egyfajta „józan részegségről”. Egyes korabeli civil beszámolók arra utalnak, hogy a több órás, de mértéktartó abszintfogyasztás – főleg, ha rendszeresen művelik – különös világszemléletet, vagy legalábbis hangulatot okoz, mely különbözik az egyszerű részegségtől. Aleister Crowley szerint „tűrj, amíg a dolgok a szemed láttára változnak meg észrevétlenül, mialatt velük együtt változol; mígnem olyanná leszel mint az istenek, felismered a jót és a gonoszt, és hogy ez a kettő valójában egy”. Az egyik leghíresebb, Oscar Wilde-nak tulajdonított, de valójában ismerőse által – és Wilde halála után harminc évvel – lejegyzett idézet hasonló hatásra utal. Az első három mondat után (melyeket a médiában gyakran kiragadnak) Wilde ismerőse arról beszél, hogy az abszintivás megszabadít az előítéletektől és a berögzült képzettársításoktól, de közben nem tompítja le az elmét.
Ted Breaux kémikus, történész és abszintfőző állítása szerint az ilyen élményeket az okozhatja, hogy az ital egyes növényi összetevői stimulánsként viselkednek, míg mások nyugtatóként, összességében éber állapotot idézve elő a fogyasztóban. A visszafogott abszintfogyasztás hosszú távú hatásai ismeretlenek, bár a felhasznált gyógynövények közül több fájdalomcsillapító és antiparazita hatással bír.
Egyes feltételezések szerint az abszint egyfajta „speedball”-kombinációként működik – mint például a brandys kávé – ahol a tujon az élénkítő, és az alkohol a nyugtató összetevő. Más vélemények szerint az abszintban lévő kevés tujonnak semmilyen köze nincsen az említett hatásokhoz: ha egyáltalán léteznek, feltételezhető, hogy más anyagok, pl. a fenkon (édeskömény), pinokamfon (izsópfű) és az anetol (ánizs) okozzák, mivel laboratóriumi állatokat túladagolva ezek is epilepszia-szerű rángásokat eredményeztek. Habár bizonyos körökben az abszintok erejét ma is tujontartalomban mérik (az őket megcélzó termelők ezért olykor fel is tüntetik azt a címkéken), a tujon főként tudományos tévedéseknek köszönheti népszerűségét.

## Az abszint ma
Ha az abszint helyett a gint és a vermutot tiltották volna be ... akkor a gyűjtők ma vagyonokat fizetnének régi, kúp alakú poharakért, és tisztelettel idéznék Dorothy Parkert és Dashiell Hammettet a hírhedt martinik narkotikus hatásairól.

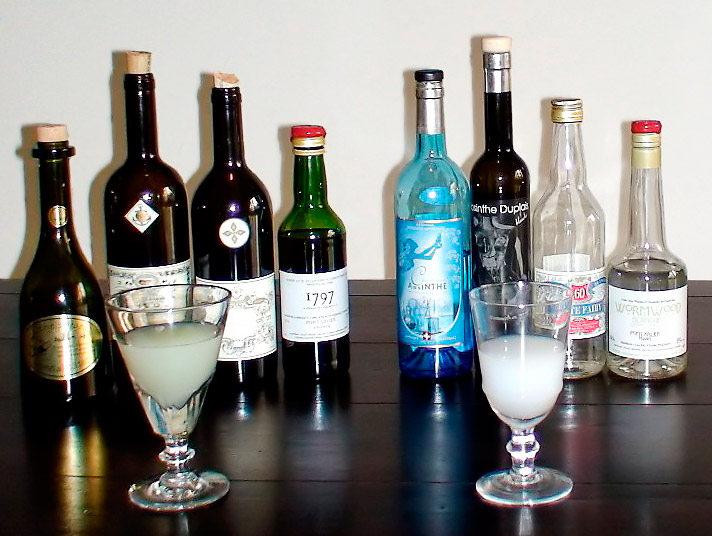
Mai hagyományos abszintok, az előtérben jeges vízzel elkészítve. Baloldalt verte (zöld), jobb oldalon la Bleue és la Blanche (színtelen) típusok

Az abszint újbóli elterjedését újságcikkek sora kísérte, melyek előszeretettel foglalkoztak az abszint állítólagos hallucinogén és egyéb hatásaival, Vincent van Gogh állítólag abszint okozta öncsonkításával, az ital sok országra érvényes tilalmával és a bonyolult fogyasztási rituálékkal. Több film is ezt a narkotikus abszintképet támogatta, például Bram Stoker Drakulájának 1992-es feldolgozása, vagy A pokolból. Az általuk terjesztett tévhitek máig is meghatározóak a köztudatban, de emellett jelentősen hozzájárultak az abszint iránti kereslet növekedéséhez is, ami arra vezette a különböző országok importőreit és szeszfőzőit, hogy az abszintot sújtó tilalmak felülvizsgálatát kezdeményezzék.
Azt a modern tévhitet, mely az abszintot közvetlen hallucinogén hatással ruházza fel, az abszintizmus félreértelmezése mellett gyakran Oscar Wilde-nak tulajdonított idézetekkel támasztják alá a médiában. Wilde valóban kedvelte az abszintot, azonban a két ismert idézetet ismerősei adták ki könyveikben, harminc és negyvenkilenc évvel Wilde halála után. Szintén megjegyzendő, hogy az idézetek csak a környezetükből kiragadva utalnak hallucinogén hatásra, valamint egyikük hibás fordításban terjedt el a magyar weben.
Az abszintként árult italok marketingjében ma is előforduló fogás az ital „tudattágító”, „hallucinogén” vagy „vágyserkentő” hatására, netán „jelentős tujontartalmára” hivatkozni, ami garancia a rossz minőségű abszintra, illetve hamisítványra. A szakmában legnagyobb névnek számító Pernod Fils utódja, a magát Magyarországon is képviseltető Pernod Ricard is piacra dobta új „abszintját” (Pernod aux extraits de plantes d'absinthe), mely azonban független kritikusok szerint sokkal inkább a mai Pernod liqueur d'anis (ánizslikőr) ürömolajas változata, és ízvilága csak ánizsos jellegében hasonlít az abszintéra.
A magyar köztudatban elterjedt tévhit, hogy a modern abszintok, vagy legalábbis jelentős részük fekete ürömből készül annak kis tujontartalma miatt. Bár a Magyarországon kapható „abszintok” címkéjére az importőrök is gyakran nyomtatnak fekete ürmöt, a külföldi cikkek és tanulmányok, valamint az italok eredeti címkéi semmi ehhez hasonlót nem említenek. Több „fekete ürmösként” ismert abszintról is tudvalevő továbbá, hogy fehér üröm kivonatával készül. A tévedés oka lehet, hogy az abszint pótlására kitalált pastist alkalmanként fekete ürömmel is ízesítik.
Az abszint rehabilitációja a köztudatban máig nem ment végbe, Magyarországon pedig különösen elterjedtek az ital elterjedését akadályozó tévhitek és az abszinthamisítványok. A magyar online magazinok legtöbbször azt állítják, hogy a hagyományos abszint mérgező, hallucinogén és keserű ízű. A magyar webáruházak a növényi összetevőkben szegény hamisítványokat – melyek az abszintra alig, vagy egyáltalán nem hasonlítanak – új, biztonságos változatként, vagy hagyományos abszintként mutatják be. Az utóbbi évtizedben megjelent valódi, jó minőségű abszintokról, melyek eredeti receptek alapján és hagyományos eljárással készülnek, a magyar nyelvű cikkek általában nem ejtenek szót. Ezek a márkák a magyar webshopok kínálatában is csak a legritkább esetben találhatók meg, sőt, egyes üzletek tagadják a mai suisse minőségű abszint létezését.

### Fordítás
- Ez a szócikk részben vagy egészben  az   Absinthe című angol Wikipédia-szócikk ezen változatának fordításán alapul.  Az eredeti cikk szerkesztőit annak laptörténete sorolja fel. Ez a jelzés csupán a megfogalmazás eredetét és a szerzői jogokat jelzi, nem szolgál a cikkben szereplő információk forrásmegjelöléseként.
- Ez a szócikk részben vagy egészben  az   Absinth című német Wikipédia-szócikk ezen változatának fordításán alapul.  Az eredeti cikk szerkesztőit annak laptörténete sorolja fel. Ez a jelzés csupán a megfogalmazás eredetét és a szerzői jogokat jelzi, nem szolgál a cikkben szereplő információk forrásmegjelöléseként.

## Ajánlott irodalom
- Juhász Gyula: Alkohol és irodalom. Wikiforrás. (Hozzáférés: 2010. október 14.)
- Émile Zola: L'Assommoir (francia nyelven). Wikiforrás. (Hozzáférés: 2010. október 16.)
- Émile Zola. Patkányfogó (magyar nyelven). Magyar Elektronikus Könyvtár. Hozzáférés ideje: 2010. október 16.
- Bakcsi Botond: Paródia és patafizika. XVII. ÉVFOLYAM (464.) SZÁM. Helikon Irodalmi Folyóirat. [2012. június 25-i dátummal az eredetiből archiválva]. (Hozzáférés: 2010. október 14.)